# Basilika der Märtyrer von Uganda (Munyonyo)

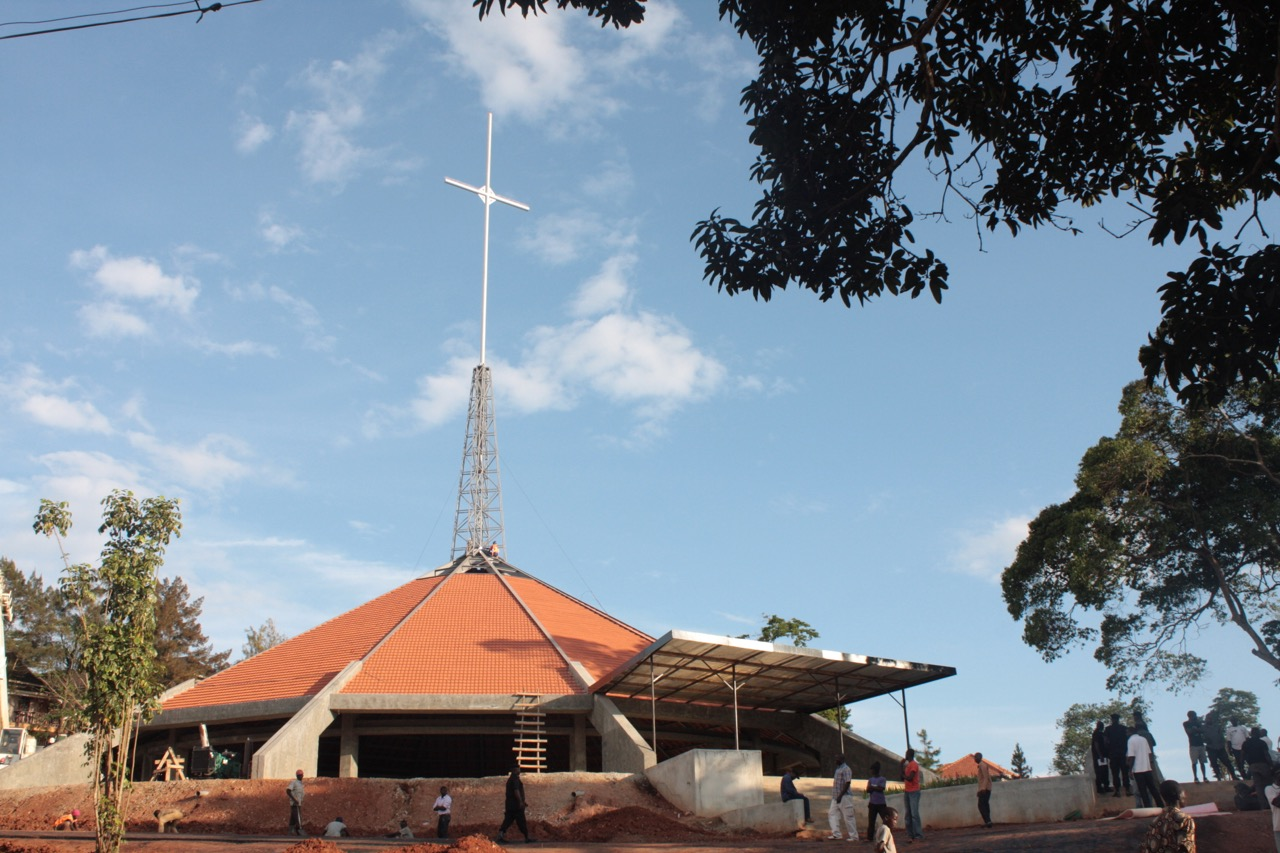
Außenansicht der Basilika

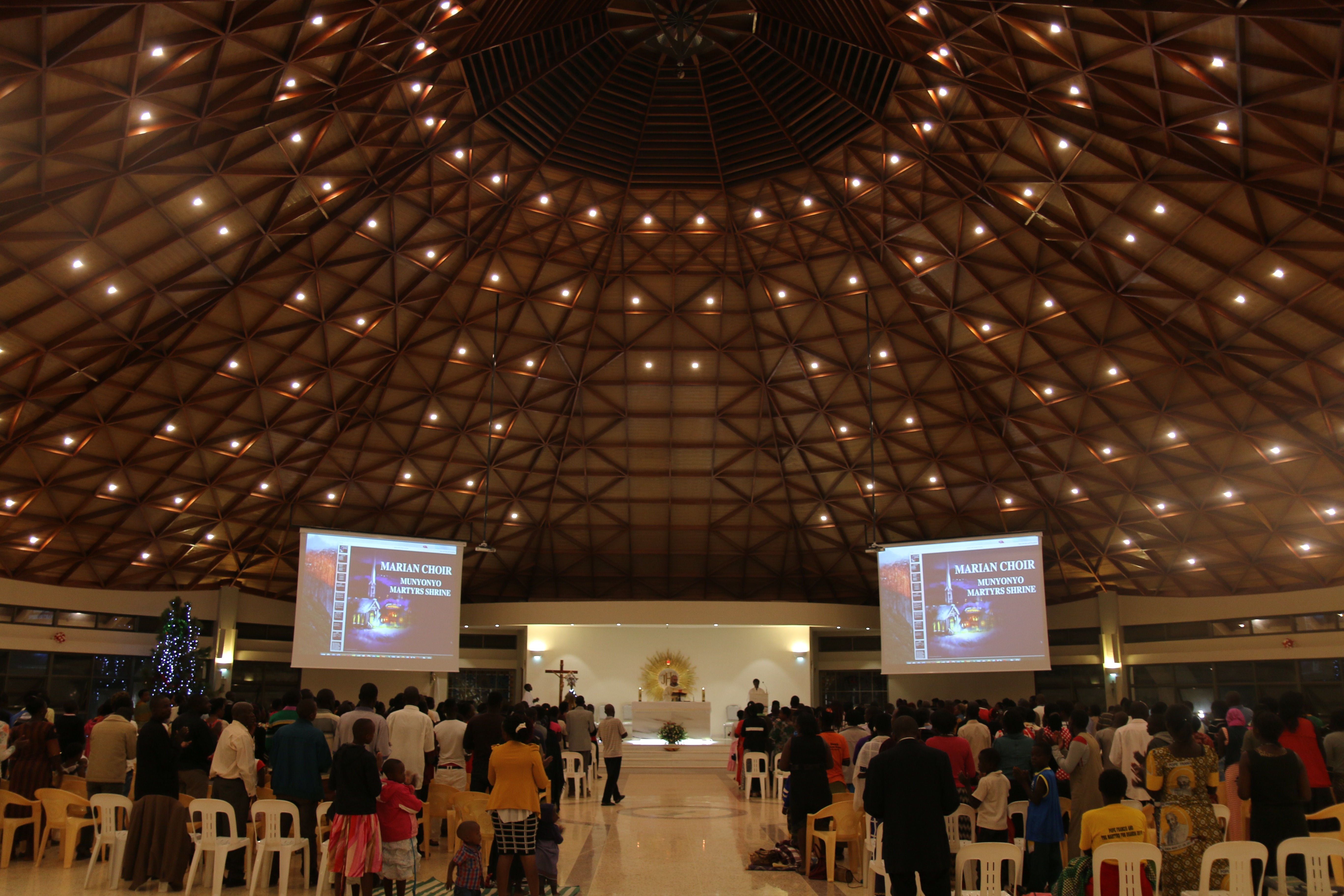
Innenraum

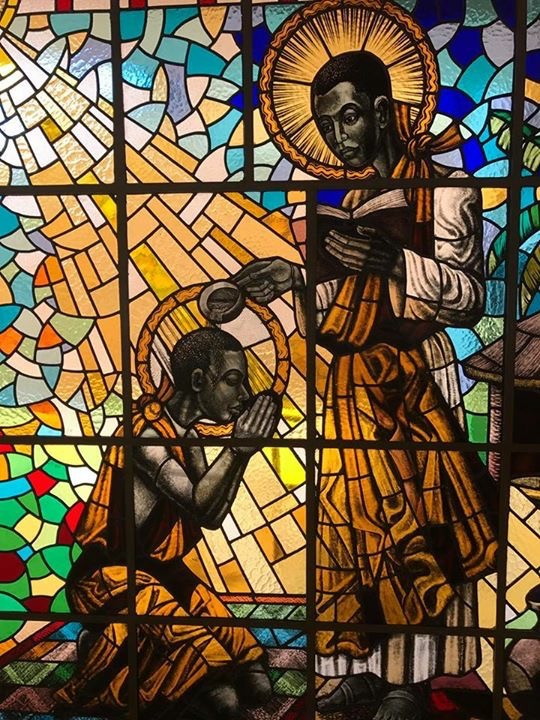
Buntglasfenster in der Basilika

Die Basilika der Märtyrer von Uganda (englisch Basilica of the Uganda Martyrs) ist eine römisch-katholische Kirche in Munyonyo im Süden von Kampala, der Hauptstadt Ugandas. Die zum Erzbistum Kampala gehörende Kirche ist den heiligen Märtyrern von Uganda gewidmet, sie wurde 2016 fertiggestellt und trägt den Titel einer Basilica minor.

## Geschichte
Am Ort des Heiligtums starben die heiligen Andreas Kaggwa und Dionigi Ssebuggwawo, die ersten der Märtyrer, die sich weigerten, ihren Glauben zu widerrufen. Die anderen Gefangenen wurden am 24. Mai 1886 nach Namugongo geführt, wo sie am 3. Juni 1886 am Standort der heutigen, gleichfalls Basilika der Märtyrer von Uganda genannten Kirche nach Entscheidung von König Mwanga II. hingerichtet wurden. 1964 wurden die Märtyrer durch Papst Paul VI. heiliggesprochen.
In Munyonyo bildete sich in den 1960er Jahren eine kleine christliche Gemeinde mit zwanzig Mitgliedern und feierte unter einem Baum die Gottesdienste an der damals noch wenig beachteten Märtyrerstätte. Nach dem Bau einer ersten Kapelle unter Emmanuel Kardinal Nsubuga entwickelte sich später eine Pilgerbewegung. Das Heiligtum wurde 2013 vom Erzbischof Cyprian Kizito Lwanga dem Orden der Franziskaner anvertraut.
Der Bau der Kirche begann mit dem ersten Spatenstich am 3. Mai 2015 in Anwesenheit des päpstlichen Nuntius in Uganda, Erzbischof Michael August Blume, und Kardinal Emmanuel Wamala. Das Projekt umfasste den Bau der Kirche, eines Museums, von Büros und der Martyrerstätte. Papst Franziskus besuchte den Ort und segnete am 27. November 2015 auf seiner Reise nach Afrika den Grundstein des Heiligtums. Der Bau der neuen Kirche wurde im Jahr 2016 abgeschlossen, die 2016 von Erzbischof Cyprian Kizito Lwanga auch zum Sitz der Pfarrei St. Ponsiano Ngondwe Sub Kyamula bestimmt wurde. Die Kirche wurde am 28. Oktober 2017 von Kardinal Fernando Filoni geweiht, Präfekt der Kongregation für die Evangelisierung der Völker. Am 19. Juli 2019 verlieh Papst Franziskus der Kirche als dritter in Uganda den Rang einer Basilica minor.

## Architektur
Die Basilika wurde auf 12 Säulen erbaut, um die zwölf Apostel zu symbolisieren. Sie hat einen kreisförmigen Grundriss, über dessen Zeltdach ein metallenes Kreuz auf 47 Metern Höhe ragt. Im Innenraum führt der Terrazzoboden zu einem hellen Marmoraltar mit einem Tabernakel in der Wand. Die vergoldete Tabernakeltür zeigt ein IHS-Mittelrelief mit einem Sonnensymbol. Die Innenseite des Tabernakels ist mit Marmor ausgekleidet.